# Округ Кам
Округ Кам је округ на истоку немачке државе Баварска. Малим делом се граничи са Чешким Плзењским регионом.  
Површина округа је 1.520,17 km². Јуна 2007. имао је 127.882 становника. Има 39 насеља, а седиште управе је у граду Кам. 
Округ је формиран 1939. Кроз њега протичу реке Реген, Камб и Шварцах. 